# سالت (فیلم ۲۰۱۰)
سالت (به انگلیسی: Salt) فیلمی در ژانر اکشن مهیج و جاسوسی آمریکایی به کارگردانی فیلیپ نویس و نویسندگی کورت ویمر است که در سال ۲۰۱۰ منتشر شد.

## داستان
زنی به نام اِولین سالت (آنجلینا جولی) که مأمور سی‌آی‌ای است در روز سالگرد ازدواجش با یک آلمانی به نام مایک (آگوست دیل) که حشره‌شناس بزرگی است برای بازجویی از یک جاسوس روسیه می‌رود. این جاسوس از برنامهٔ قتل رئیس‌جمهور روسیه که در مراسم تشییع معاون رئیس‌جمهور شرکت کرده‌است پرده برمی‌دارد و می‌گوید نام مأمور روسی که برای این کار اجیر شده‌است اِولین سالت است. سالت بلافاصله فرار می‌کند و پس از تعقیب و گریزی طولانی رئیس‌جمهور روسیه را به قتل می‌رساند و خودش را به اُرلُف که فرار کرده‌است می‌رساند. در آنجا شوهرش را در جلوی چشمانش به قتل می‌رسانند و وی اظهار ناراحتی نمی‌کند و برنامهٔ بعدی به او گفته می‌شود تا در کاخ سفید نفوذ کند تا از طریق چمدان اتمی به روسیه حمله کند و رئیس‌جمهور را به قتل برساند. وی همهٔ سرنشینان کشتی ازجمله اُرلُف را به قتل می‌رساند و خودش را هم به کاخ سفید می‌رساند تا برنامه عملی شود. سپس دیده می‌شود که همکار او در سی‌آی‌ای همهٔ نزدیکان رئیس‌جمهور را که در اتاق امن هستند به قتل می‌رساند و برنامهٔ حملهٔ اتمی به دو شهر تهران و مکه را آماده می‌کند تا با کشتار ۹ میلیون مسلمان و حمله به شهر مذهبی آن‌ها مسلمانان را خشمگین و آمریکا را دچار مشکلات جدی کند. سالت جلوی وی را می‌گیرد و او را به قتل می‌رساند و مأمور انتقال وی را نیز متقاعد می‌کند تا فرار کند و بقیهٔ کسانی را که مانند وی هستند بکشد. در اینجا فیلم پایان می‌یابد.

## بازیگران
- آنجلینا جولی در نقش اِولین سالت، یک عامل سیا متهم به اینکه یک جاسوس دوجانبه برای کاگ‌ب است
- لیو شرایبر در نقش تئودور «تد» وینتر/نیکولای تارکوفسکی، رئیس فاسد خانهٔ روسیه جعلی سیا
- چیویتل اجیوفور در نقش داریل پیبادی، یک مأمور اداره اجرایی ضد جاسوسی ملی در تعقیب سالت
- دانیل اولبریخسکی در نقش اولگ واسیلی اورلوف، یک متواری و جاسوس بزرگ روسی
  - دنیل پیرس[۲] در نقش جوانی اورلوف به صورت فلش‌بک
- آگوست دیل در نقش مایک کراوز، شوهرِ سالت
- الکساندر کروپا در نقش بوریس ماتویف، رئیس جمهور روسیه
- هانت بلاک[۳] در نقش هاوارد لوئیس، رئیس جمهور آمریکا
- کوری استول در نقش اشنایدر، بمب‌گذار انتحاری روسی که توسط اورلوف به مرگ فرستاده شد
- تیکا سومپتر در نقش متصدی زن پشت میز
- آندره بروگر در نقش وزیر دفاع
- ریچارد مارتینی در نقش راننده در کرهٔ شمالی